# Еја (Парма)
Еја је насеље у Италији у округу Парма, региону Емилија-Ромања.
Према процени из 2011. у насељу је живело 536 становника. Насеље се налази на надморској висини од 47 м.